# Копсель-Сирт

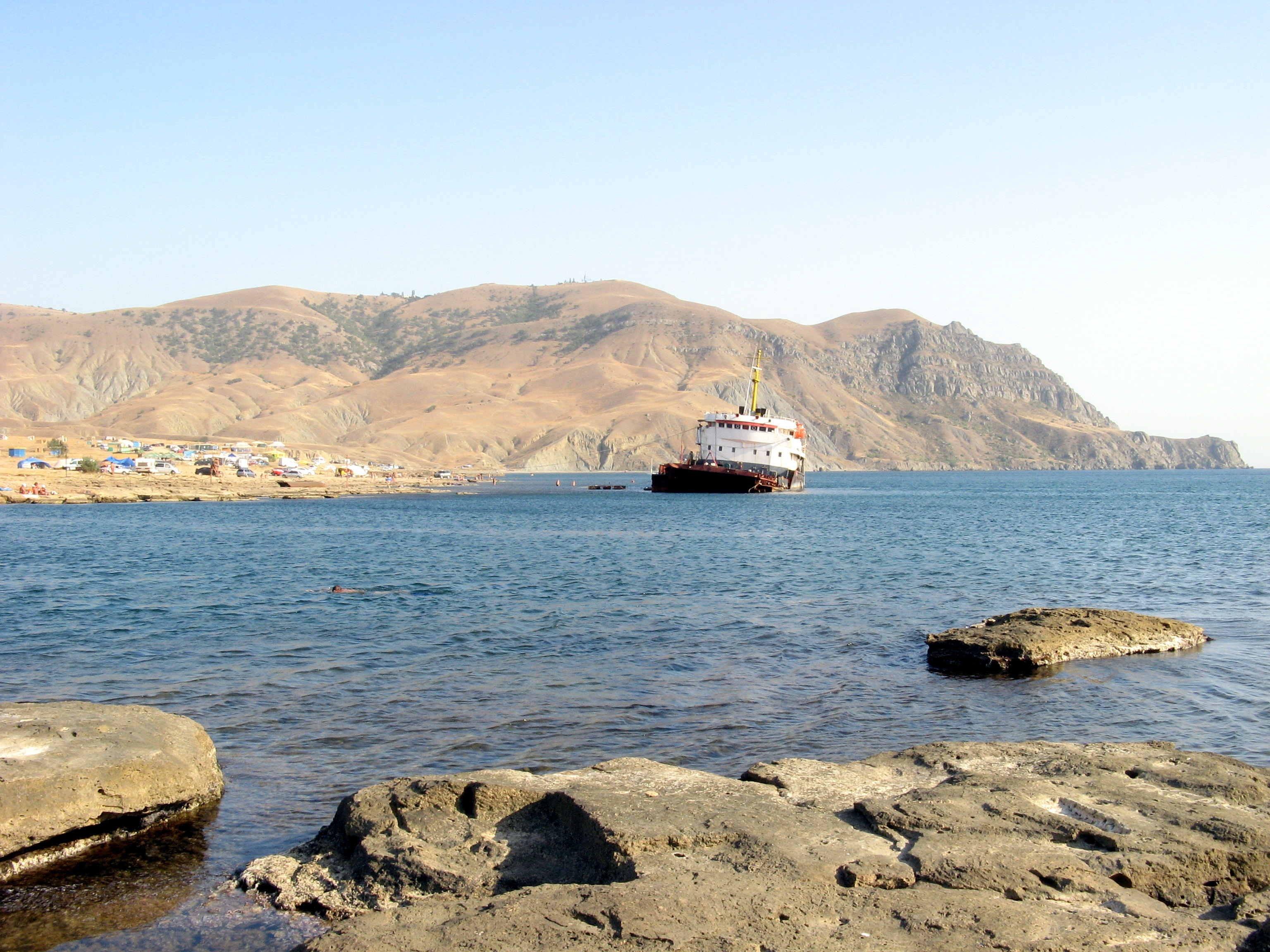
.

Копсель-Сирт, Біюк-Сирт — піднесена південна частина півострова Меганом. На півдні і заході обривається скельними уступами, з інших сторін пологіша, в ярах рідколісся. Із заходу виглядає оголеним горбатим мисом.